# Бари (Онтарио)
Бари (енгл. Barrie) је град у Канади у покрајини Онтарио. Према резултатима пописа 2011. у граду је живело 135.711 становника.

## Становништво
Према резултатима пописа становништва из 2011. у граду је живело 135.711 становника, што је за 5,7% више у односу на попис из 2006. када је регистровано 128.430 житеља.
| 2006.   | 2011.   | 2016.   |
| ------- | ------- | ------- |
| 128.430 | 135.711 | 141.434 |

## Партнерски градови
- Цвајбрикен